# Mala Dobrava
Mala Dobrava este o localitate din comuna Ivančna Gorica, Slovenia, cu o populație de 38 de locuitori.